# Awa Doumbia
Awa Doumbia (Dakar, 8 agosto 1979) è un'ex cestista senegalese.

## Carriera
Con il Senegal ha disputato i Campionati mondiali del 2006 e tre edizioni dei Campionati africani (2005, 2007, 2011).